# Spectaculum (orquídea)
Spectaculum é um género botânico pertencente à família das orquídeas (Orchidaceae).
Suas espécies estavam anteriormente subordinadas a Masdevallia, no entanto em Maio de 2006 Carlyle Luer, estudioso de Pleurothallidinae, publicou uma substancial revisão deste gênero e elevou à categoria de gênero muitos de seus antigos subgêneros.

## Espécie monotípico
1. Spectaculum racemosum (Lindl.) Luer (2006)